# Op het strand
Op het strand (Frans: Sur la plage) is een schilderij van Édouard Manet uit 1873. Hij schilderde het tijdens een vakantie aan de kust. De zandkorrels die met de verf vermengd zijn, vormen hiervan het bewijs. Het is een van de eerste werken die hij geheel in de open lucht maakte. Sinds 1986 maakt het deel uit van de collectie van het Musée d'Orsay in Parijs.

## Voorstelling
In de zomer van 1873 ging Manet met zijn familie drie weken naar Berck-sur-Mer aan het Kanaal. Daar vroeg hij zijn broer Eugène, die een jaar later met Berthe Morisot zou trouwen, en zijn vrouw Suzanne voor hem te poseren. Terwijl zijn vrouw goed beschermd tegen zon en wind verdiept is in haar boek, kijkt Eugène peinzend uit over de zee. Tien jaar eerder had Manet zijn broer op Le déjeuner sur l'herbe al in een soortgelijke pose geschilderd. Beide personen worden van zeer dichtbij afgebeeld en hebben hun rug toegekeerd naar de toeschouwer. Omdat ze zo in gedachten verzonken zijn, spreekt uit het werk een intense concentratie. De grijze, driehoekige profielen worden weerspiegeld in de zeilen van de boten op het water.
Op dit schilderij laat de invloed van de impressionistische stijl zich duidelijk gelden. Hoewel Manet trouw bleef aan zijn donkere palet, is de achtergrond uitgevoerd in lichte penseelstreken. Dit is het duidelijkst te zien in de zee, die met een aantal strepen in verschillende kleuren is neergezet. De horizon in het schilderij ligt bijzonder hoog, waardoor er van de lucht niet meer overblijft dan een dunne strook blauw. Zo'n kleurvak aan de bovenrand van een schilderij in combinatie met het gebrek aan diepte doet denken aan de Japanse prenten die in delen van Europa in de mode waren en een lange rij kunstenaars zouden inspireren. Dit schilderij wordt als een van Manets meest Japanse beschouwd.

## Herkomst
- 8 november 1873: de schilder en verzamelaar Henri Rouart koopt het werk voor 1.500 frank van de kunstenaar door tussenkomst van Théodore Duret.
- 9 - 11 december 1912: verkocht aan M. Fajard, voor 92.000 frank.
- verkocht aan Jacques Doucet, modeontwerper en verzamelaar. Hij liet de art deco lijst maken waarin het werk nog altijd te zien is.
- nagelaten aan Jean-Edouard Dubrujeaud.
- 1953: nagelaten aan het Musée du Louvre.
- 1970: overgebracht naar de Galerie nationale du Jeu de Paume.
- 1986: overgebracht naar het Musée d'Orsay.

## Afbeeldingen

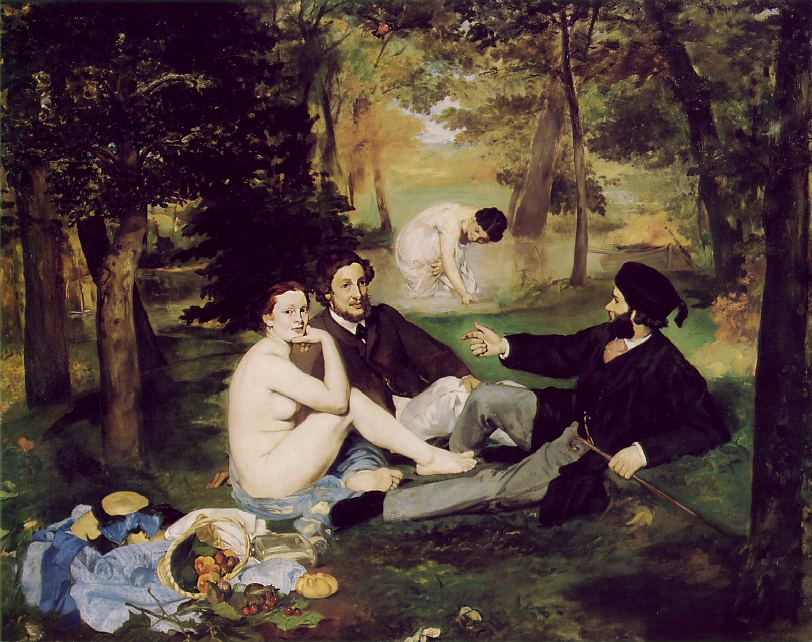
Le déjeuner sur l'herbe (1863), met rechts Eugène Manet